# English Turn Golf & Country Club
De English Turn Golf & Country Club is een golfclub en een countryclub in de Verenigde Staten en werd opgericht in 1988. De club bevindt zich in New Orleans, Louisiana en heeft een 18-holes golfbaan met een par van 72. De baan werd ontworpen door de golfbaanarchitect Jack Nicklaus.

## Golftoernooien
De lengte van de baan voor de heren is 6472 m met een par van 72. De course rating is 74,6 en de slope rating is 140.
- New Orleans Open: 1989-2004 & 2006[2]

## Trivia
- In 2005 werd de stad New Orleans getroffen door de orkaan Katrina en het New Orleans Open in 2006 ging niet door op de TPC Louisiana omdat de golfbaan beschadigd werd. Dus werd het toernooi plaatsgevonden bij deze club.